# Sicyonis
Sicyonis is een geslacht van zeeanemonen uit de klasse van de Anthozoa (bloemdieren).

## Soorten
- Sicyonis careyi Eash-Loucks & Fautin, 2012
- Sicyonis crassa Hertwig, 1882
- Sicyonis erythrocephala (Pax, 1922)
- Sicyonis gossei (Stephenson, 1918)
- Sicyonis haemisphaerica Carlgren, 1934
- Sicyonis ingolfi Carlgren, 1921
- Sicyonis obesa (Carlgren, 1934)
- Sicyonis sumatriensis Carlgren, 1928
- Sicyonis tuberculata Carlgren, 1921
- Sicyonis tubulifera (Hertwig, 1882)
- Sicyonis variabilis Carlgren, 1921